# Кантабіле
Кантабіле (італ. cantabile, букв. — «співуче») — співуче виконання на музичних інструментах, наслідування співу. З середини XVIII століття «cantabile» поряд з позначенням темпу часто виставлялося на початку музичного твору, визначаючи його характер. Цей термін використовувався як синонім cantando і позначав м'яке виконання з використанням легато. У пізніших творах, особливо написаних для фортепіано, кантабіле означало виділення певної музичної теми всупереч акомпанементу (порівн. контрапункт).
У опері кантабіле разом із кабалетою можуть становити «подвійну» арію. Частина кантабіле — м'яка і вільніша за формою, на відміну від швидкої кабалети з її чіткою ритмічною структурою.